# Зависност од видео-игара
Зависност од видео-игара или поремећај видео-играња или поремећај онлајн играња је посебно зависно понашање које се карактерише прекомерним или компулзивним коришћењем компјутерских игара или видео игрица које ометају свакодневни живот особе. Зависност од видео игара може се испољавати као компулзивна игрица, укључујући друштвену изолацију, промена расположења, умањену имагинацију и хипер-фокус на достигнућа у игри, а искључујући друге догађаје у животу. Светска здравствена организација признаје зависност од видео-игара као болест, док је америчко удружење психолога (АПА) 2013. одбила да је укључи у пето издање дијагностичког и статистичког приручника менталних поремећаја, закључивши да нема довољно доказа да је означи као службени ментални поремећај, узевши је, међутим, за даље проучавање.
Различита су мишљења по питању зависности од видео-игара: да ли је самостална болест или је она манифестација других поремећаја. Контрадикције у истраживању које испитују ову зависност могу одражавати уопштене недоследности у истраживању видео-игрица. На пример, док је неко истраживање повезало насилне видео игре са повећаним агресивним понашањем, друга истраживања нису успела пронаћи доказе за такве тврдње.

## Могући узроци јаке привлачности за игре
Неки теоретичари се фокусирају на претпостављене уграђене наградне системе игара како би објаснили своју потенцијалну зависност. Многе видео игрице, посебно масовне вишекорисничке мрежне игре играња улога, и друштвене мреже и мобилне игре, се ослањају на „присилну петљу” или „језгру петље”, циклус активности који укључују награђивање играча и њихово вођење да настави кроз други циклус, задржавајући их у игри. Предвиђање таквих награда може створити неуролошку реакцију која ослобађа допамин у тело, тако да када се добије награда, особа ће то запамтити као угодан осећај. Ово је пронађено слично истој неуролошкој реакцији која се верује да је повезана са зависношћу од коцкања или злоупотребом супстанци. У вези са самоубиством једног гејмера у Кини, шеф удружења програмера Луи Мин је навео: „У хипотетичком свету створене таквим играма, они постану самоуверени и стекну задовољство, које не могу добити у стварном свету”.
Марк Грифитс је предложио још један разлог потенцијалне зависности од видео-игрица: оне се могу играти свакога дана. Чињеница да не постоји краја игри може се некима чинити подстицајним, а самим тим играчи се додатно ангажују у игри.
Високо пренатално оптерећење тестостерона може бити фактор ризика за развој зависности од видео-игара у одраслом добу.
Фергусон, Марк Коулсон и Џ. Барнет су у метааналитичком прегледу истраживања закључили да докази указују на то да зависност од видео игара проистиче из других менталних здравствених проблема, а не изазива их. Стога није јасно да ли зависност од видео игара треба сматрати јединственом дијагнозом.
Истраживачи на Универзитету у Рочестеру истраживали су шта мотивише играче да наставе играње видео-игрица. Према речима главног истраживача Ричарда Рaјана, мотивационог психолога у Рочестеру, играчи играју из више разлога, а не само из забаве. Рајан каже да многима видео-игре задовољавају основне психолошке потребе и да играчи често настављају да играју због награда, слободе и везе са другим играчима.
Михаел Броди, шеф одбора за телевизију и медије америчке академије за дечију и адолесцентну психијатрију, саопштио је 2007. године за медије да нема довољно истраживања о томе да ли су видео-игре зависност или не. Међутим, Броди је такође упозорио да за неку децу и адолесценте видео-игрице замењују физичку активност и време проведено на учењу, са пријатељима, па чак и са породицом”.

## Прелиминарна дијагноза
Америчка медицинска асоцијација (енгл. American Medical Association) у свом извештају је навела да два сата по дану представља претерано играње игрица, наводећи упутство америчких педијатара да не треба проводити више од једног или два сата пред „компјутерским екраном”. Међутим, енгл. ЕSA документ наводи да извештај савета не садржи податак од два сата по дану.

### Америчко удружење психолога
Америчко удружење психолога не препознаје зависност од видео-игара као поремећај у светлу постојећих доказа, али га је означио као „стање који захтева даље истраживање” у Дијагностичком и статистичком приручнику за менталне поремећаје под именом поремећај онлајн играња. Зависност од видео-игрица је шири концепт од зависности од онлајн играња, али већина зависности од видео-игара је повезана са интернет игрицама. АПА сугерише да су ефекти (или симптоми) зависности од видео-игара слични онима који се јављају код других психолошких зависности. Зависност од видео игрица може бити поремећај контроле импулса, слично компулзивном коцкању. АПА објашњава зашто је поремећај онлајн играња предложен као поремећај: 
,,Ова одлука је заснована на великом броју студија о овом стању и озбиљности његових последица... Због препознатљивих особина и повећаних ризика од клинички значајних проблема везаних за играње, радна група је препоручила укључивање једино поремећаја (интернет) онлајн играња у поглављу 3 ДСМ-5”.
Прекомерно коришћење видео игара може имати неке или све симптоме зависности од дроге или друге предложене психолошке зависности. Неки играчи се више баве њиховим интеракцијама у игри него у њиховом ширем животу. Играчи могу играти много сати дневно, занемаривати личну хигијену, добити или изгубити значајну тежину због играња, пореметити сан што може резултирати недостатком сна, играњем на послу, избегавањем телефонских позива пријатеља или лагањем о томе колико времена проводе играјући видео-игре.
АПА је развила девет критеријума за карактеризацију предложеног Интернет гејминг поремећаја:
1. Пре-окупација — Да ли проводите пуно времена размишљајући о играма чак и када не играте, или планирате када можете следећи пут играти?
2. Повлачење — Да ли се осећате немирно, раздражљиво, расположено, љутито, узнемирено или тужно када покушавате да смањите или зауставите играње или када нисте у могућности да играте?
3. Толеранција — Да ли осећате потребу да играте све више временски, да играте више узбудљивих игара или користите моћнију опрему да бисте добили исту количину узбуђења на коју сте навикли?
4. Смањите/зауставите — Да ли осећате да би требало да играте мање, али не можете да смањите време које проводите у игрању игара?
5. Одредите друге активности — Да ли сте изгубили интересовање или смањили учешће у другим рекреативним активностима због игара?
6. Наставите упркос проблемима — Да ли настављате да играте игре иако сте свесни негативних последица, као што је недовољно сна, кашњење у школу/посао, трошење превише новца, имање аргумената за друге или занемаривање важних дужности?
7. Обмана/прикривање — Да ли лажете породици, пријатељима или другима о томе колико играте, или покушавате да ваша породица или пријатељи не сазнају колико играте?
8. Побећи од негативних расположења — Да ли играте да побегнете или заборавите на личне проблеме или да се ослободите од непријатних осећања као што су кривица, анксиозност, беспомоћност или депресија?
9. Ризик/губитак односа/могућности — Да ли ризикујете да изгубите значајне односе, или посао, образовање или каријеру због игара?

Један од најчешће коришћених инструмената за мерење зависности, ПВП упитник (проблем видео игрице), представљен је као квантитативна мера, а не као дијагностички алат. Према Грифитсу, „све зависности (било хемијске или бихевиоралне) су у суштини сталне награде и ојачања”. Грифитс је предложио да зависност има шест компоненти: меланзију, модификацију расположења, толеранцију, повлачење, сукоб и рецидив. Међутим, АПА-јевих девет критеријума за дијагностиковање поремећаја на Интернету направљено је узимањем полазне тачке у осам различитих дијагностичких/мерних алата предложених у другим студијама. Према томе, АПА-ови критеријуми покушавају да кондензују научни рад на дијагностици поремећаја Интернет гејминга.
Светска здравствена организација, такође, је предложила могуће категорије за „поремећаје играња” за предстојећу међународну статистичку класификацију болести и сродних здравствених проблема. Група од 26 научника написала је отворено писмо Светској здравственој организацији, што указује на то да предложене дијагностичке категорије немају научне заслуге и вероватно ће учинити више штете него користи. Нацрт ИЦД-11 из децембра 2017. који је поднет одобрењу Светске здравствене организације (очекује се до 2018. године) укључује „зависност игрицама”, дефинисану као „образац трајног или поновљеног понашања игара” (дигитални играч” "или „видео-играње”), три критеријума: недостатак контроле играња видео игрица, приоритет давати видео игрицама над другим интересима и немогућност заустављања играња видео игара чак и након негативних последица. Извештај који су припремили стручњаци за ментално здравље на Универзитету Оксфорд, Универзитету Џонс Хопкинс, Универзитету у Стокхолму и Универзитету у Сиднеју, спонзорисано од стране асоцијације за интерактивну забаву у Великој Британији, а подржано од стране 22 удружења за трговину видео игрицама, укључујући Entertainment Software Association и Интерактивну софтверску федерацију Европе тврде да, иако постоји потенцијална зависност која се односи на видео игрице, прерано је сматрати поремећајем без даљег студирања, с обзиром на стигматизацију видео игрица.

## Третман
Због неколицине клиничких испитивања и без мета-анализа, истраживање је и даље у прелиминарним фазама претераног терапијског третмана. Изгледа да су најефикаснији третмани, као и код других зависности, комбинација психофармакологије, психотерапије и програма дванаест корака.
Неке земље, попут Јужне Кореје, Кине, Холандије, Канаде и Сједињених Држава, реаговале су на опажену претњу зависности од видео игара отварањем центара за лечење.

### Групе за подршку
Анонимни онлајн играчи, америчка непрофитна организација формирана 2002. године, је дванаест корака, организација за самопомоћ, подршку и опоравак за играче и њихове најмилије који пате од негативних ефеката претераног рачунарског играња. Организација пружа низ порука и других алата за лечење и подршку.
Анонимус (енгл. Computer Gaming Addicts Anonimous), формиран 2014. године, је опоравaк заснован на моделу анонимних алкохоличара, са прилагођеним облицима дванаест корака и дванаест традиција. ЦГАА групе одржавају састанке у неколико градова широм света и одржавају гласовне састанке онлајн.

### Изабране опције третмана, по земљама

#### Кина
Кинеска влада послује у неколико клиника како би се лечили они који су претрпели прекомерну употребу онлајн игара, ћаскања и сурфовања. Лечење болесника, од којих је већина присиљавала да присуствују родитељи или владини званичници, укључује разне облике бола, укључујући и шок терапију. У августу 2009, Денг Сансхан је наводно претучен до смрти у казнено-поправном дому за видео игрицe и зависност од Интернета.

#### Холандија
У јуну 2006. године, клиника Смитх и Јонес у Амстердаму, која је сада банкротирала, постала је првa за лечење у Европи која је понудила програм стамбеног третмана за компулзивне играче. Кејт Бејкер, оснивач и бивши шеф клинике, изјавио је да 90% младих који траже лечење од компулзивних рачунарских игара нису зависни.

#### САД
Маклин болница у Белмонту је поставила рачунарске услуге. На другим местима, играчи могу тражити услуге у центрима за подршку у зависности од врсте и степена зависности.
У јулу 2009, отворен је стамбени центар за третман „патолошке употребе рачунара” у граду Фал, у близини Сијетла, у Вашингтону.

#### Канада
У центру за рачунарске услуге у Ричмонду, зависни играчи чине 80% једне од случајева младог саветника.

#### Аустралија
Мрежа за истраживање на интернету Аустралија пружа листу терапеута који помажу зависницима од видео игрица и Интернета.

## Јавна забринутост и формалне студије
Један метааналитички преглед студија патолошких игара закључио је да око 3,0% играча може доживети неке симптоме патолошког играња. У извештају се примећују проблеми на терену са дефинисањем и мерењем патолошких игара и закључак да је патолошко понашање у игри вероватније производ основних проблема менталног здравља, а не инверзни.
У 2010. години члан 24. Journal of Comuters in Entertainment (књига 8, број 4) Ендрус Самрај предложио је лек за лечење деце од последица насталих видео игрицама.
Извештај већа за науку и јавно здравље АМА је наведен у истраживању Entertainment Software Association из 2005. године и приметио је да ће играчи масовне вишекорисничке мрежне игре играња улога вероватније играти више од два сата дневно него други играчи. Савет је у свом извештају користио ову двочасовно ограничење за дефинисање „прекомерне употребе игара”, наводећи америчку академију педијатрије као смерницу не више од једног до два сата дневно од „времена екрана”. Међутим, документ енгл. ЕSA наведен у извештају савета не садржи податке од два сата дневно.
У интервјуу за Томове игре из 2005. године, Мареса Орзак је проценила да је 40% играча World of Warcraft зависници. Можда је добила процену из неформалног истраживања којим руководи Ник Ие у The Daedalus Project-у, који напомиње да при тумачењу тих података треба обратити пажњу.
Предавање из 2006. године које је Би-Би-Си објавило је показало да је 12% анкетираних онлајн играча забележило бар нека зависност у понашању. Предавач, професор Марк Грифитс из Универзитета Нотингем Трент, у једном другом интервјуу Би-Би-Си-а изјавио је да su зависници негде између.
Године 2007. Михаел Каи, директор компаније Parks Associates (компанија за истраживање и анализу медија/технологија), рекао је да је „зависност од видео игара посебно тежак проблем у азијским земљама као што су Кина и Кореја”. Резултати истраживања из 2006. године сугеришу да 2,4% Јужно Корејаца узраста од 9 до 39 година пате од зависности од игре, а још 10,2% је изложено ризику од зависности.
Харис Интерактив онлајн анкета од 1187 младића Сједињених Америчких Држава од 8-18 година окупила је детаљне податке о мишљењима младих о видео игрицама. Око 81% младих изјавило је да су играли видео игре најмање једном месечно. Даље, просечно време играња варира по старости и полу, од осам сати недељно (одговори девојчица) до 14 сати недељно (одговори тинејџера),,Близанци” (8-12 година) су били у средини, а дечаци су у просеку износили 13 сати недељно пријављене игре и девојчица у просеку. Харис је закључио да се 8,5% „може класификовати као патолошко или клинички” зависно од играње видео игрица, али није објаснио како је тај закључак постигнут.
Због одлуке америчког удружења психолога 2007. године, студије су спроведене на медицинском факултету у Станфорду. Истраживачи су нашли доказе да видео игре имају зависне карактеристике. Студија МРИ показала је да део мозга који генерише награђивана осећања је активнији код мушкараца него жена током видео игрица.
Извештај о менталном здрављу и благостању из 2009. године, центар за зависност и ментално здравље у Торонту, Онтарио, показао је да скоро 10% од 9000 анкетираних студената са оценама од 7 до 12 проводи најмање 7 сати дневно у игрању. Мало више од 10% такође је пријавило проблеме са видео-игрицама у претходној години. Недавни чланак утврдио је благу везу између гледања телевизије или играња видео игрица и пажње у више од 1300 деце узраста од 8 до 11 година. Деца која су играла видео игрице или гледала телевизију више од предвиђених два сата дневно, што је препоручило америчко удружење психолога, била су 1,5 до 2 пута већа вероватноћа да ће показати знаке поремећаја пажње, закључили су истраживачи. Међутим, студија је даље критикована у часописима због неуспешног коришћења добро валидних мера проблема пажње или контроле других важних варијабли. Још једна недавна студија користила је контролну листу за понашање деце и контролу над променљивима породице и менталног здравља, није нашла никакву везу између употребе видео игара и проблема са пажњом. Такође, студија у педијатрији показала је да је проблематично понашање игара далеко мање уобичајено, око 4%, и закључио да су такви проблеми последица основних проблема менталног здравља, а не било чега везаног за играње игара.
Писајући у посебном издању прегледа опште психологије на видео игрицама, Барнет и Коулсон су изразили забринутост да је већина расправе о проблему зависности могућа реакција колена, стимулисана лошим разумевањем игара и играча. Таква питања могу довести до тога да и друштво и научници преувеличавају преваленцију и природу проблематичних игара, а прекомерно фокус.
Други научници упозоравају да упоређивање симптома проблематичног играња са проблематичним коцкањем недостаје и да таква упоређивања могу увести истраживачке артефакте и вештачки надувати процесе преваленције. На пример, Ричард Вод је уочио да понашања која су проблематична у погледу коцкања можда нису тако проблематична када се стављају у контекст других понашања која награђују, као што је играње игара. Слично томе, Барнет и Коулсон упозоравају да су дискусије о проблематичном игрању преурањено напредовале без одговарајућег разумевања симптома, одговарајуће процене и последица играња на игрице посебно уз игнорисање основних проблема менталног здравља.
Неки научници сугеришу да се психосоцијална зависност може вртети око прекидних појачања у игри и потребе да припадају. Неки научници објашњавају да друштвена зависност која може настати услед видео игрица на интернету, где играчи комуницирају са другима и односи често постају важнији за играче него стварни односи.
Кроз интервјуе са гејмерима масовне вишекорисничке мрежне игре играња улога сазнаје се да су били зависници, али су престали да играју. Више разлога који су изазвали гејмере да напусте своју игрицу су откривени. Ово такође одражава број аспеката зависности од онлајн игрица.
Многи описују зависност од видео игрица као глобални проблем менталног здравља и да гејмери који добију карактеристике зависности показују умањено функционисање у школи, друштву, породици, занимању и друштвеним доменима њихових живота. Од када су навучени на игрице, веће су шансе да ова омладина постане депресивна, анксиозна и да имају мања академска постигнућа. У квалитативној анализи зависника онлајн игрица од Марте Берани, Xавиера Карбонела и Марка Д. Грифитаони су „заронили” дубље у извор гејминг зависности у којем је човек који је интервјуисан описао то као начин за ослобађање од стреса: „Играо сам да бих заборавио на скоро све, то је као други живот. Био сам под стресом, али нашао сам начин да заборавим на све моје проблеме”. Друга особа описала је играње као лек: „То је било као лек за мене. Био сам мало депресиван и напустио свој посао зато што сам мислио да сам болестан”.

### Генералне критике истраживања зависности
Иако је проучавање теме гејминг зависности расло, истраживање је још увек младо и стога поводљиво критикама. Заједнички изазови укључују поузданост методологије и валидност резултата неких студија. Многи зависе од самоистраживања од студената са универзитета и такође мањкају временом правећи учење утицаја зависности на дуже периоде. Друге забринутости такође односе дефинисање зависности и како да се она измери, питање је да ли је време исправна јединица одређивања колико је неко навучен на гејминг. Истраживање из 2014. од стране Брунборга, Менконија и Фројланда сазнаје да је зависност од видео игрица повезана са негативним исходима, као сто је депресија. Како год, као што је изјављено у чланку, веза између времена проведеног играјући и исти исходи су слабији од претходних, показујући да време можда и није једини фактор зависности.
Други изазови укључују мањак контекста учесниковог живота и негативног портрета зависника. Неки изјављују да гејмери некад користе видео игрице као излазак из непријатног окружења или да ублаже њихове постојеће менталне проблеме, оба вероватно битна аспекта за одређивање психолошког утицаја гејминга. Негативни портрети такође имају посла са мањком упорности у одређивању зависности. Ово доводи до дискусија које некад преувеличавају проблеме и праве погрешне слике у некима због којих они могу бити зависници иако нису.
Кроз критике представљене су студије ових тема које су релативно нове и расту и има доста тога што тек може да се пронађе.

### Повезаност са физичким здрављем
Зависност од видео игрица може индиректно да доведе до превремене смрти. Зависност од видео игрица може такође да доведе до других здравствених проблема. 
Студије спроведене у универзитету Берген из Норвешке су истраживали повезаност између проблема у зависности и уобичајених здравствених проблема. Студијама су упоредили здравствене факторе као сто су главобоља, бол у леђима и врату, проблемима са варењем и спавањем између људи са и без зависности од игрица.
Истраживања показују да људи са зависношћу од играња, више су изложени свим тестираним здравственим факторима од других група.

### Медијско извештавање
Изјављена је забринутост око онлајн зависности још од 1994. када је Wired Magazine споменуо ученика са колеџа који је играо MUD 12 сати дневно уместо одласка у школу.
Извештавање штампе је назначило да неки регрути Finnish Defence Forces нису довољно зрели да испуне услове и захтеве за војни живот и били су приморани да одложе или прекину војну службу годину дана. Један пријављени извор о мањку потребних друштвених способности је преупотребљеност компјутерских игрица или интернета. Форбс је именовао ово преупотребљавање као „web fixations” и да су они били одговорни за 13 таквих прекидања или одлагања кроз 5 година од 2000—2005.
У јулу 2007. у чланку Перт, Западна Аустралија, родитељи су изјавили да је њихов петнаестогодишњак запоставио све његове друге активности да би играо RuneScape, популарну игрицу. Дечаков отац је упоредио ту зависност са зависношћу од хероина.
У априлу 2008. чланак The Daily Тelegraph пријавио је да је истраживање 391 играча Asheron`s Call игрице приказало да је 3% одазваних патило од узрујаности када нису могли да играју или када нису јели или спавали да би могли да играју. Чланак изјављује да је главни истраживач Џон Карлтон са Универзитета Болтон рекао, „наше истраживање подржава идеју да људи који су доста уплетени у играње игрица су ближи спектру аутистичког поремећаја него они који нису заинтересовани за играње игрица”.
Шестог марта 2009. канадска радиодифузна корпорација, програм националног магазина The Fifth Estate је емитовао једночасован извештај о зависности од видео игрица и причу о Брендону Криспу са насловом Top Gun, са преводом „Када се опсесија видео играма претвори у зависност и трагедију”.
У августу 2010. Wired изјављује да је човек на Хавајима Craig Smallwood тужио гејминг компанију NCsoft за запостављање и не спецификацију да њихова игрица Lineage 2 није толико заразна. Он је навео да не би почео да игра да није био свестан да може да се зарази. Smallwood трвди да је играо Lineage 20.000 сати између 2004. и 2009.
У јануару 2012. видео назван IRL - In real life био је објављен на Youtube. Клип је привукао широку распрострањеност на телевизији, радију и новинама широм света. Клип је направљен од стране матуранта Anthony Rosnera. У клипу он документује његово искуство са зависношћу и како је он успео да је савлада.
У 2013. човек из Кине надгледао је зависност његовог сина према видео игрицама 25 година, одлучио је да уради нешто. Он је запослио онлајн убицу да убија његовог виртуелног хероја сваки пут када се он улогује. Он се надао да ће ако немилосрдно убија његовог хероја његов син изгубити вољу у овој деструктивној навици.

### Забринутост родитеља
Према ABC вестима, родитељи имају много забринутости око њихове деце која играју игрице, као што су: 
- Неприкладност година: Нема смерница према којима се одређује када би детету требало да буде представљен свет видео игара. Деца имају сопствени пролазак кроз права. Доћи ће моменат када ће родитељ знати да је његово дете довољно развијено емоционално и друштвено и да је спремно за видео игре.
- Време играња: Национални институт за медије и породице предлажу да дете не треба да игра игрице дуже од једног сата на дан.
- Здравље и гојазност: Неке родитеље ово не треба да брине зато што сада постоје многе видео игре које укључују доста физичких активности. Родитељи треба, такође, да захтевају пар сати активности напољу за своју децу.
- Насиље: Насилне видео игрице могу да имају штетан ефекат на размишљање детета. Деца која играју насилне игрице исказују више агресије од деце која играју ненасилне игрице.[85]

Друге забринутости су: зависност, забринутост за сигурност и насиље, агресија и проблеми у понашању.

### Владина забринутост
Прва видео игрица која је успела да привуче политичку пажњу била је 1978. аркадна игра „Space Invanders”. Године 1981, политички закон назван „Control of Space Invanders (and the other Electronic Games)” био је израђен од стране британске лабуристичке парије МП Џорд Фолкеса у покушају забране игре због својих „заразних својстава” и због узроковања „девијације”. Закон је дебатован и уско поражен у парламенту са 114 на према 94 гласова.
У августу 2005, влада Народне Републике Кине, где више од 20 милиона људи игра видео игре, уводи ограничење лимитирајући време играња на три сата, након чега би играч био протеран са било које игре коју је играо. Године 2006, смањили су правила тако да само грађани испод 18. година били би суочени са ограничењима. Извештаји наводе да су малолетни играчи пронашли начин како да заобилазе мере. У јулу 2007, правило је поново било смањено. Интернет игре које праве у Кини морају захтевати од својих корисника да се идентификују са идентификациони број резидента. Након три сата, играчима испод 18. година се затражи да зауставе игру и раде одговарајуће физичке вежбе. Ако они наставе игру, њихови бодови у игри ће се смањити у пола. Након пет сати, сви њихови бодови се аутоматски бришу.
Године 2008, једнa од пет FCC комесара, Deborah Taylor Tate, изјавила је да је зависност од видео игара један од главних разлога за напуштање факултета. Међутим, она није навела извор за изјаву, да не идентификује своје позиције у односу на друге главне разлоге.
Године 2011, влада Северне Кореје имплементира је закон, познат као Shutdown Law или Cinderella Law (искључивање или „пепељуга” закон) који забрањује деци испод 16. година играње видео игрица између поноћи и шест ујутру. Међутим, од 2014. закон је био измењен и сада су деца испод 16. година могла играти игрице после поноћи, ако имају дозволу својих родитеља.

## Смрти
Зависност од видео игрица индиректно може довести до преране смрти, што обично није нормалан узрок смрти. 
Још увек, било је најмање неколико смрти узрокованих директно од исцрпљујућег играња игрица током претераних временских периода. Такође је било смрти од играча и/или других који имају везе са играњем игрица.

#### По земљама

###### Кина
Године 2007, забележено је да је господин Занг умро у Ђинџоу након играња видео игрица упорно током недеље кинеске Нове године, као резултат био је срчани удар изазван недостатком физичке активности. Током исте године, извештаји су указивали на то да је 30-годишњи човек умро у Гуангџоу након што је константно играо игрице три дана.
Самоубиство младог Кинеза у општини Тјенцин, још једном наглашава растућу опасност од зависности од видео игрица, када одговорни не разумеју или не примећују ризике од нездравог играња. Занг Ксиаоји био је тринаестогодишњи дечак када се бацио са врха двадесет-четворо спратнице у свом родном граду, остављајући поруку која је говорила о његовој зависности и његовој нади да ће се поново удружити са другим сајбер играчима у рају. Самоубилачко писмо било је писано у духу гејмера, како преноси China Daily, и изјавио је како се нада да ће упознати три пријатеља, са којима је играо, након живота. Његови родитељи који су са све већом забринутошћу приметили његову болест, нису били поменути у писму.
У марту 2005, Би-Би-Си извештава о убиству у Шангају, када је избоден Куи Ченгвеј од стране колеге играча Зу Каојуан, који је на eBay-у продао Dragon Saber Sword који је био позајмљен у Legend of Mir 3 игрици. Њему је изречена смртна казна.

###### Тајван
Године 2012, два мушкарца на Тајвану су умрла док су играли игрице. Полиција спекулише да је много сати проведено у седенталној позицији проузроковало кардиоваскуларне проблеме, за другог осамнаестогодишњака.
Године 2015, два мушкарца на Тајвану умрла су након играња компјутерских игрица неколико дана у Интернет кафеу.

###### Северна Кореја
Године 2015, Сеунгсеоб Ли посетио је Интернет кафе у граду Тегу и играо је StarCraft скоро константно петнаест сати. Дошло је до срчаног застоја и умро је у локалној болници, његов пријатељ извештава: „Био је завистан од игрица. Сви смо то знали. Није умео да се заустави”. Око шест недеља пре своје смрти, његова девојка, исто страствен играч, раскинула је са њим, поред тога, отпуштен је са посла.
Године 2009, Ким Са Ранг, трогодишње корејско дете, умрло је од неухрањености након што су оба његова родитеља проводила сате сваки дан у Интернет кафеу узгајајући своје виртуелно дете. Смрт је описана у документарцу Love Child.

###### Вијетнам
Независне онлајн новине објавиле су 2007. да је полиција ухапсила тринаестогодишњег дечака оптуженог за убиство и пљачку 81-годишње жене. Локални полицајац цитирао је дечака: „Признавши да му је био потребан новац за играње видео игрица, одлучио је да убије и опљачка жртву“.

###### Америка
У новембру 2011, Шавн Волеј починио је самоубиство; закључено је да је смрт повезана са популарном компјутерском игрицом EverQuest. Шавнова мајка каже да је самоубиство почињено због одбијања или издаје лика у игрици кога је он називао „iluvyou”.
У фебруару 2002, жена из Луизијане тужила је Нинтендо јер је њен син умро након изненадног напада проузрокованим играњем осам сати дневно, шест дана у недељи. Нинтендо је демантовао сваку одговорност.
Осамнаестогодишњи Давин Мур био је завистан и опседнут са Grand Theft Auto: Vice City. Он је изненада „пукао“ и кренуо у злочин 7. јуна 2003. Био је ухваћен у покушавају да украде аутомобил, доведен је у полицијску станицу где је успео да украде од полицајца пиштољ, упуца га и још друга два полицајца да усмрти пре него што је украо полицијски ауто и побегао. Он је најзад био ухваћен и осуђен на смртну казну. Након што је поново ухваћен рекао је „Живот је видео игра. Сви ћемо ми умрети једном“.
У извештајима за штампу у новембру 2006. наводи се да се Грег Ј. Клеинмарк, 24 године, изјаснио „кривим за два убиства“. Он је оставио близанце Древа и Брајана Клеинмарка, без надзора у кади у трајању од тридесет минута, како би отишао три собе даље и играо Game Boy Advance. У међувремену, два двогодишња детета су се удавила.
Тинејџер Данијел Патрик из Охаја, упуцао је своје родитеље, убијајући своју мајку након што су му одузели његову копију Halo 3 у октобру 2007. На рочишту за изрицање казне, након што је тинејџер проглашен кривим за тешко убиство, судија је рекао „Чврсто верујем да Данијел није имао појма у тренутку када је убијао своје родитеље да ће они заувек бити мртви“. Патрик је 16. јуна 2009. смештен у затвор на 23. године.
У Џексонвилу, Флорида, Александра Тобиас се изјаснила кривом за убиство другог степена због претераног трешења своје бебе до смрти. Она је истражитељима рекла да ју је бебин плач прекинуо док је играла на Фејсбуку FarmVille. Осуђена је на педесет година затвора у децембру 2010.
Брајан Вигнеаулт умро је 19. фебруара 2017. у Вирџинија Бичу пратећи двадесетчетворочасовни маратон видео игрица.
Жена из Новог Мексика по имену Ребека Колен Кристи била је осуђена за убиство другог степена и напуштање деце. Осуђена је на 25. година затвора јер је допустила да јој троипогодишња ћерка умре од неухрањености и дехитратације док је она била окупирана играњем Worl of Warcraft.

###### Филипини
У марту 2014, седамнаестогодишњак напада и убија своју баку у Кезон Ситију након што га је она изгрдила за играње Defense of the Ancients, у локалном Интернет кафеу.

## У популарној култури
- У филму Звездане стазе: Следећа генерација, епизода „The Game“, Вилијам Т. Рајкер доноси видео игру са планете Риса. Она стимулише специфичне делове мозга, а скоро цела посада постаје зависна од тога.[126]
- У другом делу америчког хорор анталогија филма Nightmares, Емилио Естевез кога игра Клуни, заснован је на зависности тинејџера од аркадне видео игре под именом The Bishop of Battle.[127][128]